# Jaime Gómez-Obregón
Jaime Gómez-Obregón   (Santander, 1981) és un enginyer, programador i activista informàtic espanyol, autor d'eines digitals contra la corrupció en les institucions i per a la transparència política a Espanya. És conegut per la seva activitat pública per a la promoció de la transparència en la contractació del sector públic a través de la ciència de dades i les lleis de transparència. Està especialitzat en intel·ligència de dades, dades obertes i bases de dades.

## Transparència en la contractació pública
Jaime Gómez-Obregón és autor de l'encreuament de dades entre les adjudicacions de contractes públics del Govern de Cantàbria i les llistes de candidats polítics amb les que els diferents partits concorren a les eleccions a la regió. Aquesta anàlisi va desvetllar 1.517.470 euros en contractacions d'obres i serveis a candidats de partits, dos terços dels quals van anar a parar a candidats i militants del bipartit PRC - PSOE en el govern autonòmic a través de procediment de contracte menor, una figura administrativa poc fiscalitzada que afavoreix l'adjudicació directa de contractes.
Per automatitzar la descàrrega massiva dels expedients de contractació, Gómez-Obregón va trobar i utilitzar una escletxa tècnica al portal institucional de transparència de Cantàbria, que no permet al ciutadà la descàrrega massiva d'aquestes dades. A conseqüència d'aquesta anàlisi, l'autor va publicar com a programari lliure el sistema informàtic infoelectoral, que permeté extreure dels registres oficials publicats pel Ministeri de l'Interior els noms de tots els candidats a les llistes electorals.
També ha desenvolupat i publicat la web contratosdecantabria.es, un lloc web que exposa tots els expedients de contractació per a la cerca i descàrrega sense les limitacions del portal institucional de Govern de Cantàbria, on no és possible buscar per contractista, conèixer l'historial d'adjudicacions d'una empresa ni descarregar tot el conjunt de dades, on també cal resoldre un test de captcha en cada consulta. L'objectiu de contratosdecantabria.es és promoure la transparència i dotar la societat civil d'un nou instrument per a estar més informada.

### Reaccions
L'estudi i els programes informàtics desenvolupats per Gómez-Obregón van ser publicats per l'autor a les seves xarxes socials i després van ser recollits per mitjans de comunicació autonòmics i nacionals.
Els resultats de l'encreuament de dades va arribar al Parlament de Cantàbria, provocant una proposició no de llei de modificacions normatives com a mesures antifrau i de lluita contra la corrupció, així com un debat a la sessió plenària. En un ple anterior, corresponent al debat sobre l'estat de la regió, un diputat proposà que la nova llei autonòmica de transparència es digué llei de Gómez-Obregón.
La iniciativa va ser reconeguda per SAS Institute com un dels millors projectes de ciència de dades d'Espanya i Portugal de l'any 2020.